# Ян Адамський (шахіст)
Ян Адамський (пол. Jan Adamski нар. 11 листопада 1943 у Варшаві) — польський шахіст, міжнародний майстер від 1976 року.

## Шахова кар'єра
Брав участь у 22-х фіналах індивідуальних чемпіонатів Польщі. Здобув звання чемпіона 1982 року в Зеленій Гурі. Крім цього п'ять разів посідав друге місце (у 1968, 1969, 1970, 1975, 1985 роках), а також двічі здобував бронзові нагороди (1973, 1974). Дворазовий чемпіон Польщі зі швидких шахів (1975, 1983), а також багаторазовий чемпіон у командних змаганнях.
Багаторазово представляв збірну Польщі з шахів на командних змаганнях, в тому числі:
- Шість разів на шахових олімпіадах (у 1968, 1970, 1974, 1978, 1982, 1984[2],
- Чемпіонаті Європи 1973[2],
- Тричі на чемпіонаті світу серед студентів (1962, 1963, 1964)[2],

До найвищих успіхів у індивідуальних змаганнях належать: 4-е місце на чемпіонаті світу серед юніорів 1963 у Врнячці-Бані(після Флоріна Георгіу, Міхала Янати та Бояна Кураїци), 3-є місце в Гавані 1967 (після Властіміла Горта i Євгена Васюкова), 2-е місце в Гановері 1976 (нарівні з Реймондом Кіном, після Іштвана Чома), 3-є місце у Варшаві 1983 (нарівні зі Стефаном Кіндерманном i Вольфґанґом Ульманном, після Йосипа Дорфмана i Любена Спасова). 1994 року тріумфував на турнірі за швейцарською системою в Криниці-Здруй.
Тренер з багаторічним досвідом. Серед його вихованців багато знаних шахістів, в тому числі жіночий гросмейстер Агнєшка Брустман i гросмейстер Мирослав Грабарчик.
Найвищого рейтинга у своїй кар'єрі досяг 1 січня 1977 року — 2470 пунктів (2-е місце серед польських шахістів після Влодзімежа Шмідта).

## Особисте життя
Його брат Андрій також знаний шахіст, який володіє титулом міжнародного майстра.

## Зміни рейтингу
| На цьому місці має відображатися графік чи діаграма, однак з технічних причин його відображення наразі вимкнено. Будь ласка, не видаляйте код, який викликає це повідомлення. Розробники вже працюють для того, щоби відновити штатне функціонування цього графіка або діаграми. | |
| | На цьому місці має відображатися графік чи діаграма, однак з технічних причин його відображення наразі вимкнено. Будь ласка, не видаляйте код, який викликає це повідомлення. Розробники вже працюють для того, щоби відновити штатне функціонування цього графіка або діаграми. |